# معماری زندیان

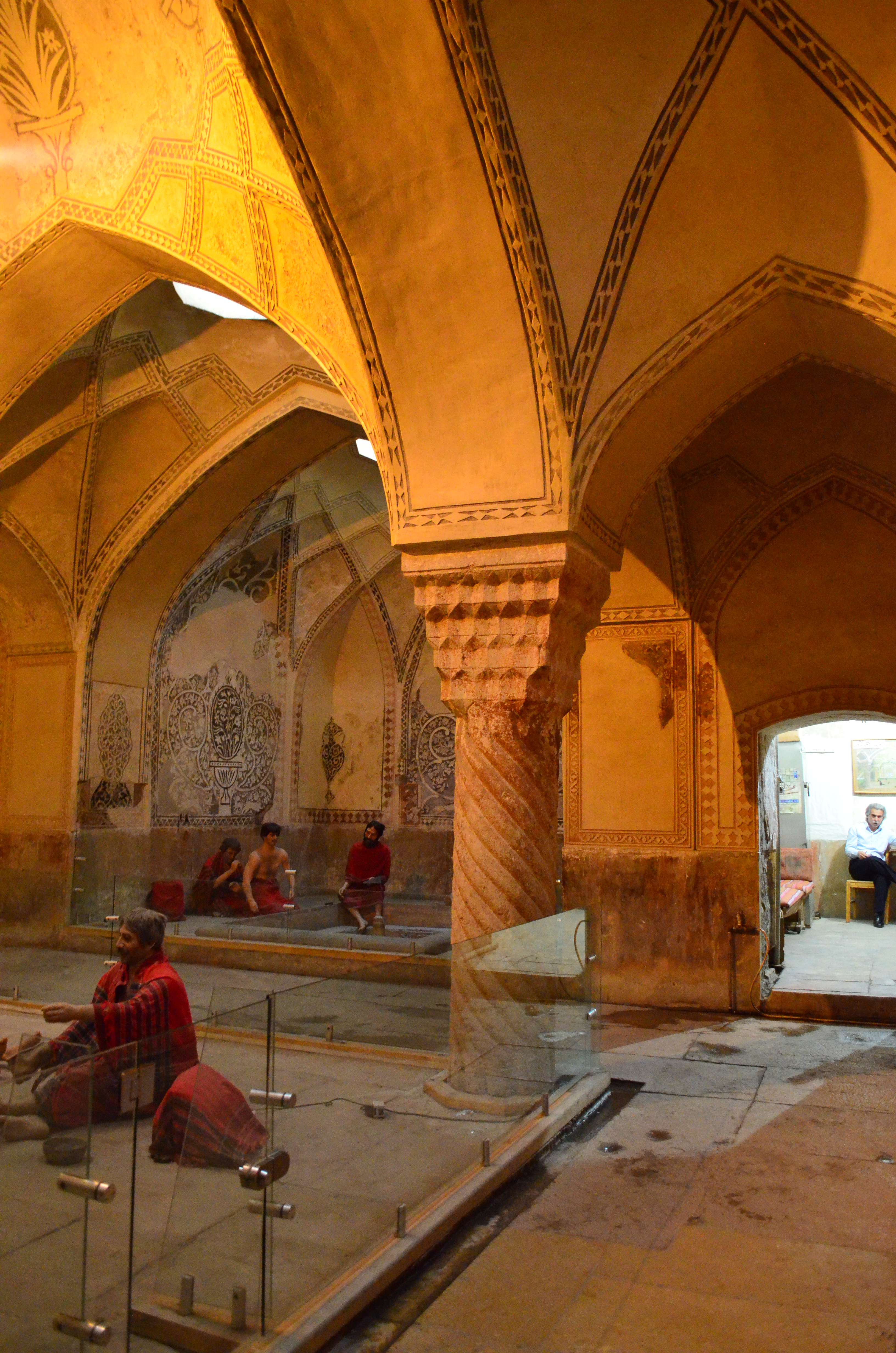
حمام وکیل در شیراز نمونه‌ای از معماری دوره زندیه

معماری زندیه به معماری سدهٔ دوازدهم در ایران (دورهٔ کریم‌خان زند) گفته می‌شود. کریم‌خان علاقهٔ زیادی به ساخت بنا داشت و در این دوره بناهای گوناگونی تأسیس کرد که بازار وکیل، مسجد وکیل و حمام وکیل، باغ نظر و عمارت کلاه‌فرنگی در شیراز و ایوان تخت مرمر و خلوت کریمخانی در تهران از آن جمله‌اند.